# E18 (U-Boot)
HMS E18 war ein Unterseeboot der Klasse E der Royal Navy, das im Ersten Weltkrieg in der Ostsee eingesetzt wurde und im Mai 1916 in den Küstengewässern des Ostseegouvernements Estland des zaristischen Russlands sank.
E18 gehörte zu einer verbesserten Untergruppe (E Grp2) von U-Booten der E-Klasse, die aus 46 Booten bestand.
Das Boot unter dem Kommando von Lt. Cdr. Robert Halahan verlegte 1915 zusammen mit E19 durch den Öresund in die Ostsee, um dort mit E1 die Baltische Flotte der Kaiserlich Russischen Marine im Kampf gegen deutsche Schiffsbewegungen zu unterstützen.
E18 lief am 25. Mai 1916 zu seiner letzten Fahrt zusammen mit E8 und einem russischen U-Boot der Amerikanski-Gollanda-Klasse (Amerikanische-Holland-Klasse) aus dem Hafen von Reval (Tallinn) aus.
Der britische Historiker Michael Wilson vermutet, dass E18 am 2. Juni auf eine Mine auflief und sank. Andere Quellen verweisen darauf, dass E18 von der als Handelsschiff getarnten deutschen U-Boot-Falle K versenkt wurde.
Ende Oktober 2009 entdeckte ein ferngesteuerter Tauchroboter des zur schwedischen Meereserkundungsfirma MMT gehörenden Forschungsschiffs Triad das Wrack von E18 in der Nähe der estnischen Insel Hiiumaa. Die heutige Kenntnis des Fundortes bestätigt die Vermutung des britischen Historikers Michael Wilson, dass das Boot wahrscheinlich einem Minentreffer zum Opfer gefallen ist.